# Oset (szkic Stanisława Masłowskiego)
Oset – szkic polskiego malarza Stanisława Masłowskiego (1853–1926) z okresu 1876–1878, znajdujący się (2022) w zbiorach Muzeum Narodowego w Warszawie
Omawiane studium – młodzieńcza praca dwudziestoparoletniego malarza – należy, w jego twórczości, do wątku dekoracyjnego, w którym dominuje płaskie, pozbawione perspektywy, dwuwymiarowe traktowanie przedmiotu. Jego motywem jest bardzo wczesne – już w latach 1870–ych dokumentowanie otaczającej artystę natury. W powstałej wówczas prekursorskiej serii szkiców – uprzedzających o kilka dziesięcioleci epokę młodopolskiej secesji – przejawiała się indywidualna, wrodzona cecha jego uzdolnień – poczucie dekoracyjności.
Rozpatrując wymieniony wczesny okres twórczości artysty – jego syn, historyk sztuki wydzielił kategorię „inwentaryzatorskich” rysunków, do których zaliczył między innymi rysunki ostu (1876–1878), dziewanny i trzcin (1875) (pierwsze dwa z nich – podkolorowane akwarelą). Zwracał zarazem uwagę, że: [...] „Zachwyciła tutaj artystę konstrukcja owych arcydzieł natury, zainteresowała go budowa łodyg, liści, kwiatów”, których „ogólny zarys formy” oddawał „kreską ostrą i cienką w najbardziej esencjonalnych i syntetycznych skrótach, a równocześnie jakże zdobniczych, rytmicznych, prawie ornamentalnych.” Kontynuując swe uwagi, pisał następująco: „Panuje tutaj dekoracyjność i linearyzm, chociaż intencje malarza miały, poznawczy charakter. Rysunki te wyprzedzały swoją epokę, a jak dalece były nowoczesne po przeszło ćwierćwieczu, niech świadczy fakt, że 'Oset' (z 1876–1878) występuje wielokrotnie jako winieta w secesyjnym 'Sfinksie' 1909 i 1912 roku”.
Dekoracyjne walory wczesnej twórczości Masłowskiego zauważała również Halina Cękalska-Zborowska kiedy pisała, że „[...]Wśród wiejskich motywów, ujętych często w skrótową formę ze skłonnością do podkreślenia jej dekoracyjnych wartości, na specjalne może miejsce wysuwają się motywy roślin i kwiatów, z bodiakami, ostami, które artysta opracowuje wiele razy[...]. Maki, ślazy, dziewanny, dmuchawce, trawy, trzciny, ten bardzo interesujący materiał [...] jest wątkiem charakterystycznym dla twórczości tego artysty, dla jego własnych poszukiwań.” W dalszym ciągu konstatowała prekursorski charakter tej twórczości, gdyż – jak to określiła – Masłowski „na wiele lat zanim secesja pojawi się w naszym malarstwie, będzie wrażliwy na wartości linearne, na rytmizowanie dekoracyjne linii, będzie skłonny do ujmowania przedstawianej natury w ornamentacyjne formy [...]”
Niniejsze studium było reprodukowane, jako dekoracyjna winieta w miesięczniku „Sfinks” w latach 1909 i 1912

## Literatura
- Ludwik Grajewski: Bibliografia ilustracji w czasopismach polskich XIX i pocz. XX w. (do 1918 r.), Warszawa 1972, PWN
- Halina Cękalska-Zborowska: Wieś w Malarstwie i rysunku naszych artystów, Warszawa 1969, wyd. Ludowa Spółdzielnia Wydawnicza
- Tadeusz Dobrowolski: Nowoczesne malarstwo polskie, t. 2, Wrocław-Kraków, 1960, wyd. „Ossolineum”
- Stanisław Masłowski – Materiały do życiorysu i twórczości, oprac. Maciej Masłowski, Wrocław, 1957, wyd. „Ossolineum”
- Stanisław Masłowski Akwarele 12 reprodukcji barwnych, wstęp opracował i dokonał wyboru materiału ilustracyjnego Maciej Masłowski, Wydawnictwo Sztuka, Warszawa 1956
- Polski Słownik Biograficzny, Wrocław – Warszawa – Kraków – Gdańsk, 1975, wyd. „Ossolineum”, tom XX/1, zesz. 84
- Sfinks, 1909, nr 8